# Justin Tryon
Justin Deaon Tryon (* 29. Mai 1984 in Pacoima, Kalifornien) ist ein ehemaliger American-Football-Spieler auf der Position des Cornerbacks. Er spielte für die New York Giants, Indianapolis Colts und Washington Redskins in der National Football League (NFL). Er spielte College Football für die Arizona State University und für das College of the Canyons.

## Profikarriere

### Washington Redskins
Tryon wurde von den Washington Redskins in der 4. Runde während der NFL Draft 2008 ausgewählt. Am 23. Juni 2009 unterschrieb er einen 3-Jahres-Vertrag bei den Redskins.

### Indianapolis Colts
Am 4. September 2010 wechselte er von den Redskins zu den Indianapolis Colts für einen ungenannten Draft Pick. Tryon fing eine Interception im Wild Card Match gegen die New York Jets kurz vor der Halbzeit. Die Colts verloren das Spiel dennoch mit 16:17. Er wurde am 28. September 2011 von den Colts entlassen.

### New York Giants
Er unterschrieb am 4. Oktober 2011 einen Vertrag bei den New York Giants, mit denen er später den Super Bowl XLVI gewonnen hat.